# Für Elise
"Für Elise" er et populært navn for "Bagatelle i a-mol", WoO 59, et berømt stykke musik for solo piano af Ludwig van Beethoven, skrevet 1810.
Beethoven-lærde og kritikere er ikke helt sikre på hvem "Elise" var. Den mest troværdige teori er at Beethoven oprindeligt gav musikstykket titlen "Für Therese", Therese skulle så være Therese Malfatti von Rohrenbach zu Dezza (1792–1851), som Beethoven havde planer om at blive gift med i 1810. Desværre lader det til at hun har afvist hans frieri. I 1816 blev Therese Malfatti, der var datter af den wienske handelsmand Jacob Malfatti von Rohrenbach (1769–1829), gift med den østrigske adelsmand og statsembedsmand Wilhelm von Droßdik (1771–1859). Da stykket blev offentliggjort i 1865, fejloversatte opdageren af stykket Ludwig Nohl titlen som "Für Elise". Håndskriften er gået tabt.